# Мердєєв Вадим Вадимович
Вадим Вадимович Мердєєв (нар. 13 серпня 2002, с. Нове Давидково, Закарпатська область, Україна) — український футболіст, правий вінґер стрийської «Скали 1911».

## Життєпис

### Ранні роки
Народився в селі Нове Давидково Закарпатської області. Футболом розпочав займатися в ужгородській СДЮШОР, у футболці якого дебютував у ДЮФЛУ. У вище вказаному турнірі також з 2017 по 2018 рік грав за донецький «Шахтар». У дорослому футболі дебютував 2019 року, виступав за команду Ф. Медвідя з рідного села в першості Закарпатської області, також грав і в юнацькому чемпіонаті області (U-18). Сезон 2019/20 років провів у львівських «Карпатах», але грав лише за команду U-19.

### «Карпати» (Галич)
Наприінці серпня 2020 року перебрався до галицьких одноклубників. У футболці «Карпат» на професійному рівні дебютував 28 серпня 2020 року в програному (1:2) домашньому поєдинку першого раунду кубку України проти тернопільської «Ниви». Вадим вийшов на поле в стартовому складі та відіграв увесь матч. У Другій лізі України дебютував 6 вересня 2020 року в нічийному (2:2) домашньому поєдинку 1-го туру групи А проти борщагівської «Чайки». Мердєєв вийшов на поле на 66-й хвилині замість Володимира Садохи. Першим голом на професійному рівні відзначився 27 вересня 2020 року на 90+6-й хвилині переможного (3:1) домашнього поєдинку 4-го туру групи А Другої ліги України проти львівських «Карпат». Вадим вийшов на поле на 54-й хвилині замість Владислава Танчина. У сезоні 2020/21 років зіграв 20 матчів (4 голи) у Другій лізі та 1 поєдинок у кубку України.

### «Ужгород»
Наприкінці липня 2021 року підсилив «Ужгород». У футболці «городян» дебютував 24 липня 2021 року в програному (0:6) домашньому поєдинку 1-го туру Другої ліги України проти франківського «Прикарпаття». Мердєєв вийшов на поле на 46-й хвилині замість Вадима Ференцика. До початку повномасштабного вторгнення російських військ на територію України зіграв 18 матчів у Другій лізі та 1 поєдинок у кубку України.

### «Минай» та оренда в «Хуст»
На початку липня 2022 року підписав контракт з «Минаєм», але зіграти жодного офіційного матчу не всти і на початку наступного місяця перейшов в оренду до «Хуста». У футболці «городян» дебютував 3 вересня 2022 року в нічийному (1:1) виїзному поєдинку 1-го туру Другої ліги України проти вінницької «Ниви». Вадим вийшов на поле в стартовому складі та відіграв увесь матч. Першим голом за «Хуст» відзначився 7 жовтня 2022 року на 10-й хвилині програного (1:2) виїзного поєдинку 6-го туру Другої ліги України проти одеського «Реал Фарма». Мердєєв вийшов на поле в стартовому складі, а на 46-й хвилині його замінив Назар Приходько. У сезоні 2022/23 років зіграв 17 матчів (4 голи) у Другій лізі та 2 поєдинки у плей-оф за право підвищитися в класі. Допоміг «Хусту» вийти до Першої ліги України. У другому за силою дивізіоні чемпіонату України дебютував 28 липня 2023 року в програному (0:1) виїзному поєдинку 1-го туру групи А проти львівських «Карпат». Вадим вийшов на поле в стратовому складі, на 5-й хвилині отримав жовту картку, а на 37-й хвилині отримав другу жовту картку й достроково залишив футбольне поле. Дебютним голом у Першій лізі України відзначився 14 жовтня 2023 року на 86-й хвилині (реалізував пенальті) програного (1:2) домашнього поєдинку 12-го туру проти чернівецької «Буковини». Мердєєв вийшов на поле в стратовому складі та відіграв увесь матч. У першій частині сезону 2023/24 років зіграв 13 матчів (2 голи) у Першій лізі України та 1 поєдинок у кубку України. У середині січня 2024 року повернувся до «Минаю», але незабаром після цього остаточно залишив команду.

### «Скала 1911»
Наприкінці січня 2024 року вільним агентом перейшов у «Скалу 1911». У футболці стрийського клубу дебютував 30 березня 2024 року в переможному (1:0) домашньому поєдинку 21-го туру Другої ліги України проти «Тростянця». Вадим вийшов на поле в стартовому складі та відіграв увесь матч, а на 55-й хвилині отримав жовту картку.

## Особисте життя
Брат, Максим, також професійний футболіст. З вересня по грудень 2023 року разом з братом грав за «Хуст».

## Досягнення
- Друга ліга України
  -  Срібний призер (1): 2022/23